# Puerto Ricos Billie Jean King Cup-lag
 Puerto Ricos Billie Jean King Cup-lag representerar Puerto Rico i tennisturneringen Billie Jean King Cup, och kontrolleras av Puerto Ricos tennisförbund. 

## Historik
Puerto Rico deltog första gången 1992. Bästa resultat är då de kvalspelade till Grupp II 2005.